# Hailee Steinfeld
Hailee Steinfeld (født 11. december 1996 i Tarzana, Los Angeles) er en amerikansk sangerinde og skuespillerinde, der spillede hovedrollen som Mattie Ross i Coen-brødrenes westernfilm True Grit (2010). Hailee har også spillet med i filmen Pitch Perfect 2. Hun har desuden også udgivet et cover af soundtracket "Flashlight". I 2015 underskrev hun en kontrakt med Republic Records, hvor hun efterfølgende udgav "Love Myself" sammen med en musikvideo midt i august 2015.[kilde mangler]
Hailee startede sin skuespillerkarriere som otteårig i Los Angeles, Californien, hvor hun skabte opmærksomhed ved hjælp af kortfilm, indtil hendes gennembrud i True Grit kom til. Hun har siden skuespillet, og er i modelbranchen som startede efter hendes gennembrud.
Hailee var også medvirkende i musikvideoen "Bad Blood" af Taylor Swift, som har 9 MTV Video Music Awards nominationer.[kilde mangler]

## Filmografi

### Film
| År   | Titel                | Rolle              | Noter                                                |
| ---- | -------------------- | ------------------ | ---------------------------------------------------- |
| 2008 | Heather: A Fairytale | Heather            | Kortfilm                                             |
| 2009 | She's a Fox          | Talia Alden        | Kortfilm                                             |
| 2010 | Without Wings        | Allison            | Kortfilm                                             |
| 2010 | Grand Cru            | Sophie             | Kortfilm                                             |
| 2010 | True Grit            | Mattie Ross        |                                                      |
| 2013 | The Magic Bracelet   | Angela             | Kortfilm                                             |
| 2013 | Romeo and Juliet     | Juliet Capulet     |                                                      |
| 2013 | Ender's Game         | Petra Arkanian     |                                                      |
| 2014 | 3 Days to Kill       | Zoey Renner        |                                                      |
| 2014 | Hateship, Loveship   | Sabitha            | Premiere på 2013 Toronto International Film Festival |
| 2014 | Begin Again          | Violet Mulligan    | Premiere på 2013 Toronto International Film Festival |
| 2014 | The Homesman         | Tabitha Hutchinson | Premiere på 2014 Cannes Film Festival                |
| 2014 | The Keeping Room     |                    |                                                      |
| 2014 | Barely Lethal        | Megan Walsh        |                                                      |
| 2015 | Ten Thousand Saints  | Eliza              |                                                      |
| 2015 | Term Life            | Carrie Barrow      |                                                      |
| 2015 | Pitch Perfect 2      | Emily              |                                                      |
| 2016 | Edge of Seventeen    | Nadine             | Hovedperson i filmen                                 |
| 2017 | Pitch Perfect 3      | Emily              |                                                      |
| 2018 | Bumblebee            | Charlie            |                                                      |
| 2021 | Arcane               | Violet / "Vi"      | TV-serie (18 episoder; 2021-2024)                    |